# Canville-les-Deux-Églises
Canville-les-Deux-Églises és un municipi francès situat al departament del Sena Marítim i a la regió de Normandia. L'any 2007 tenia 308 habitants.

## Demografia

### Població
El 2007 la població de fet de Canville-les-Deux-Églises era de 308 persones. Hi havia 119 famílies de les quals 33 eren unipersonals (8 homes vivint sols i 25 dones vivint soles), 37 parelles sense fills i 49 parelles amb fills.
La població ha evolucionat segons el següent gràfic:
Habitants censats

### Habitatges
El 2007 hi havia 157 habitatges, 116 eren l'habitatge principal de la família, 33 eren segones residències i 8 estaven desocupats. Tots els 157 habitatges eren cases. Dels 116 habitatges principals, 90 estaven ocupats pels seus propietaris, 25 estaven llogats i ocupats pels llogaters i 1 estava cedit a títol gratuït; 5 tenien dues cambres, 33 en tenien tres, 44 en tenien quatre i 34 en tenien cinc o més. 109 habitatges disposaven pel capbaix d'una plaça de pàrquing. A 48 habitatges hi havia un automòbil i a 51 n'hi havia dos o més.

### Piràmide de població
La piràmide de població per edats i sexe el 2009 era:
| Homes | Edats   | Dones |
| ----- | ------- | ----- |
| 0     | 95 o +  | 0     |
| 0     | 90 a 94 | 0     |
| 4     | 85 a 89 | 0     |
| 4     | 80 a 84 | 12    |
| 4     | 75 a 79 | 4     |
| 0     | 70 a 74 | 4     |
| 8     | 65 a 69 | 8     |
| 4     | 60 a 64 | 4     |
| 4     | 55 a 59 | 12    |
| 12    | 50 a 54 | 12    |
| 8     | 45 a 49 | 16    |
| 8     | 40 a 44 | 0     |
| 16    | 35 a 39 | 16    |
| 8     | 30 a 34 | 0     |
| 4     | 25 a 29 | 20    |
| 4     | 20 a 24 | 8     |
| 12    | 15 a 19 | 16    |
| 12    | 10 a 14 | 8     |
| 24    | 5 a 9   | 12    |
| 0     | 0 a 4   | 8     |

## Economia
El 2007 la població en edat de treballar era de 192 persones, 118 eren actives i 74 eren inactives. De les 118 persones actives 104 estaven ocupades (61 homes i 43 dones) i 14 estaven aturades (5 homes i 9 dones). De les 74 persones inactives 23 estaven jubilades, 21 estaven estudiant i 30 estaven classificades com a «altres inactius».

### Ingressos
El 2009 a Canville-les-Deux-Églises hi havia 120 unitats fiscals que integraven 323 persones, la mediana anual d'ingressos fiscals per persona era de 16.029 €.

### Activitats econòmiques
Dels 5 establiments que hi havia el 2007, 1 era d'una empresa de fabricació d'altres productes industrials, 1 d'una empresa de construcció, 1 d'una empresa de serveis i 2 d'empreses classificades com a «altres activitats de serveis».
Dels 2 establiments de servei als particulars que hi havia el 2009, 1 era un paleta i 1 perruqueria.
L'any 2000 a Canville-les-Deux-Églises hi havia 14 explotacions agrícoles que ocupaven un total de 232 hectàrees.

## Equipaments sanitaris i escolars
El 2009 hi havia una escola elemental integrada dins d'un grup escolar amb les comunes properes formant una escola dispersa.

## Poblacions més properes
El següent diagrama mostra les poblacions més properes.